# 프랜체스카 이스트우드
프랜체스카 이스트우드(Francesca Eastwood, 1993년 8월 7일 ~ )는 미국의 배우, 모델이다.

## 출연 작품
- 시리얼 킬러 연쇄살인범 - 다이애나 역
- 올드